# Zbór Kościoła Adwentystów Dnia Siódmego w Legnicy
Zbór Kościoła Adwentystów Dnia Siódmego w Legnicy – zbór adwentystyczny w Legnicy, należący do okręgu dolnośląskiego diecezji zachodniej Kościoła Adwentystów Dnia Siódmego w RP.
Legnicki zbór adwentystyczny został założony w 1902 r.
Pastorem zboru jest kazn. Stanisław Niedziński, natomiast starszym – Czesław Ginda. Nabożeństwa odbywają się w kaplicy przy ul. Reymonta 15 każdej soboty o godz. 9.30.